# Aleksander Dadźbóg Sapieha
Aleksander Dadźbóg Sapieha herbu Lis (ur. 1585, zm. w styczniu 1635) – kasztelan witebski w 1613, podkomorzy witebski od 1606 roku, starosta orszański, propojski i czeczerski od 1611 roku, rotmistrz królewski.

## Życiorys
Był wnukiem Iwana, synem Hrehorego, podkomorzego orszańskiego (zm. 1600) i Zofii Strawińskiej (zm. 1611). Ponadto – bratankiem Lwa i Andrzeja oraz bratem Krzysztofa Stefana. Oboje rodzice byli wyznania kalwińskiego. Po ich śmierci dostał się na wychowanie stryja Lwa, który młodych bratanków wysłał na naukę do kolegium jezuickiego, co zapewniło ich rychłą konwersję na katolicyzm.
W latach 1602–1603 uczył się w Braniewie i w Krakowie.
W 1606 mianowany podkomorzym witebskim. W 1607 posłował na sejm. W latach 1609–1611 brał udział w wyprawie smoleńskiej, w tymże czasie otrzymał starostwo orszańskie. Poseł na sejm zwyczajny 1613 roku, gdzie został mianowany kasztelanem witebskim. W 1614 położył znaczne zasługi w ratowaniu oblężonego przez Rosjan Smoleńska. Brał udział w  bitwie pod Chocimiem, gdzie po śmierci Chodkiewicza objął dowództwo nad całym wojskiem litewskim. W 1622 został nagrodzony starostwami czeczerskim i propojskim.
W latach 1624–1625 odbył studia prawnicze na Uniwersytecie Padewskim, gdzie został wybrany na konsyliarza nacji polskiej.
Brał udział w wojnie ze Szwecją, przybywając na czele swoich wojsk do Inflant pod koniec 1627. W 1628 z Janem Stanisławem Sapiehą wyjechał do wód na Węgry. W 1631 otrzymał cześnikostwo litewskie, którego nie przyjął ze względu na pogarszający się stan zdrowia.
Zmarł w styczniu 1635 roku.